# Stazione di Bridge End
La stazione di Bridge End (in inglese britannico Bridge End railway station, in gaelico Ceann an Droichid) è una stazione ferroviaria che fornisce servizio a Ballymacarrett, contea di Down, Irlanda del Nord. Attualmente l'unica linea che vi passa è la Belfast-Bangor. La stazione fu aperta il 9 maggio 1977 e rimpiazzò la vicina stazione di Ballymacarrett (aperta dal 1º maggio 1905 al 9 novembre 1977). I binari di questa vecchia stazione possono essere visti dai treni attuali, così come quelli di Victoria Park, un'altra stazione prima di Sydenham che fu chiusa nei tardi anni ottanta del XX secolo.

## Treni
Da lunedì a sabato c'è un treno ogni mezzora verso Portadown, Newry o Belfast, con treni aggiuntivi nelle ore di punta. Durante la sera la frequenza scende a un treno all'ora in ognuna delle due direzioni. Di domenica c'è un treno per ogni direzione ogni ora. La domenica la frequenza di un treno all'ora è costante per tutto il corso della giornata.

## Servizi ferroviari
- Belfast-Bangor

## Servizi
- Biglietteria self-service
- Sottopassaggio
- Servizi igienici